# 1033
| 1033               |
| ------------------ |
| Dødsfald - Fødsler |
|                    |

| Gregoriansk kalender | 1033 MXXXIII            |
| Ab urbe condita      | 1786                    |
| Armensk kalender     | 482 ԹՎ ՆՁԲ              |
| Kinesiske kalender   | 3729 – 3730 壬申 – 癸酉 |
| Etiopisk kalender    | 1025 – 1026             |
| Jødisk kalender      | 4793 – 4794             |
| Hindukalendere       |                         |
| - Vikram Samvat      | 1088 – 1089             |
| - Shaka Samvat       | 955 – 956               |
| - Kali Yuga          | 4134 – 4135             |
| Iransk kalender      | 411 – 412               |
| Islamisk kalender    | 424 – 425               |

Konge i Danmark: Knud den Store 1019-1035
Se også 1033 (tal)

## Dødsfald
- 3. marts - Kunigunde, enke efter den tysk-romerske kejser Henrik 2. den Hellige. Hun blev kanoniseret af Pave Innocens III i 1200, og er skytshelgen for Luxembourg, Litauen og Polen.